# Friedrich Grillo
Pour les articles homonymes, voir Grillo (homonymie).
Friedrich Grillo (20 décembre 1825 – 16 avril 1888) est un industriel allemand, qui a contribué au développement de l'industrie lourde dans le bassin de la Ruhr.

## Biographie
Issu d'une famille de commerçants d'Essen, il naquit au n°10/12 de la Viehofer Straße. Son père, Wilhelm Grillo, un négociant en minerais de fer, mourut alors que Friedrich n'avait que deux ans. Sa mère se remaria en 1829 et mourut dix ans plus tard. Friedrich fréquenta le collège avant d'entrer en apprentissage à Brügge, puis servit comme commis chez un négociant de Mayence et fit son service militaire. Il reprit en 1848 le commerce de son père avec son aîné, Wilhelm Theodor Grillo. Il épousa en 1850 Wilhelmine von Born, fille d'un rentier de la Ruhr, mais l’union demeura stérile.
Grillo administrait désormais plusieurs mines et son influence s'accrut dans la région au fil des années : en 1854, il entra au conseil de surveillance de l'Association de Bochum (de), co-fonda en 1855 la Bergbaugesellschaft Neu-Essen et s'établit à Schalke, petit village qui ne comptait encore que 300 habitants. Il y acheta plusieurs terrains dont le sous-sol renfermait des gisements importants de charbon. Il regroupa en 1862 ses actifs sous le nom de Consolidation. Il fit creuser un premier puits de mine au milieu des bois en 1864 : l'endroit allait plus tard devenir le centre-ville de Schalke.
Grillo fonda en 1872 à Schalke la Société par actions de l'Industrie Chimique et la Société des Mines et Forges de Schalke. L'année suivante, il ouvrait une miroiterie : c'est ainsi que Gelsenkirchen forma le noyau de l'industrie lourde, et obtint ainsi en 1875 le statut de ville.
Il est inhumé au cimetière de l'Est d'Essen.